# National Association 1873
National Association of Professional Base Ball Players 1873 var den tredje sæson i baseballligaen National Association of Professional Base Ball Players. Ni hold deltog i ligaen, som for anden gang i træk blev vundet af Boston Red Stockings.

## Resultater
| Plac. | Hold                         | Kampe | Vundne | Uafgj. | Tabte | Proc.  |
| ----- | ---------------------------- | ----- | ------ | ------ | ----- | ------ |
| 1.    | Boston Red Stockings         | 60    | 43     | 1      | 16    | 72,9 % |
| 2.    | Philadelphia White Stockings | 53    | 36     | 0      | 17    | 67,9 % |
| 3.    | Baltimore Canaries           | 57    | 34     | 1      | 22    | 60,7 % |
| 4.    | New York Mutuals             | 53    | 29     | 0      | 24    | 54,7 % |
| 5.    | Philiadelphia Athletics      | 52    | 28     | 1      | 23    | 54,9 % |
| 6.    | Brooklyn Atlantics           | 55    | 17     | 1      | 37    | 31,5 % |
| 7.    | Washington Nationals         | 39    | 8      | 0      | 31    | 20,5 % |
| 8.    | Elizabeth Resolutes          | 23    | 2      | 0      | 21    | 08,7 % |
| 9.    | Baltimore Marylands          | 6     | 0      | 0      | 6     | 00,0 % |